# 宮崎賢一

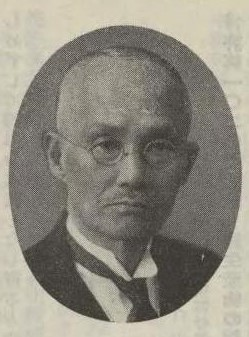
宮崎賢一

宮崎 賢一（慶應2年 - 没年不明）は、日本の発明家。
長崎県平戸出身。水産講習所を卒業した後教官となり、在職中に蟹缶が黒変する問題に遭遇し、缶材を発明し下記特許を取得した。1919年に水産発明品及び水産食料品評会において一等賞金牌を受領し、農商務省特許奨励賞を授与された。
沖取合同漁業会社の監査役を務めた。

## 特許
- 特許第11737号 衛生缶材